# Кадиш

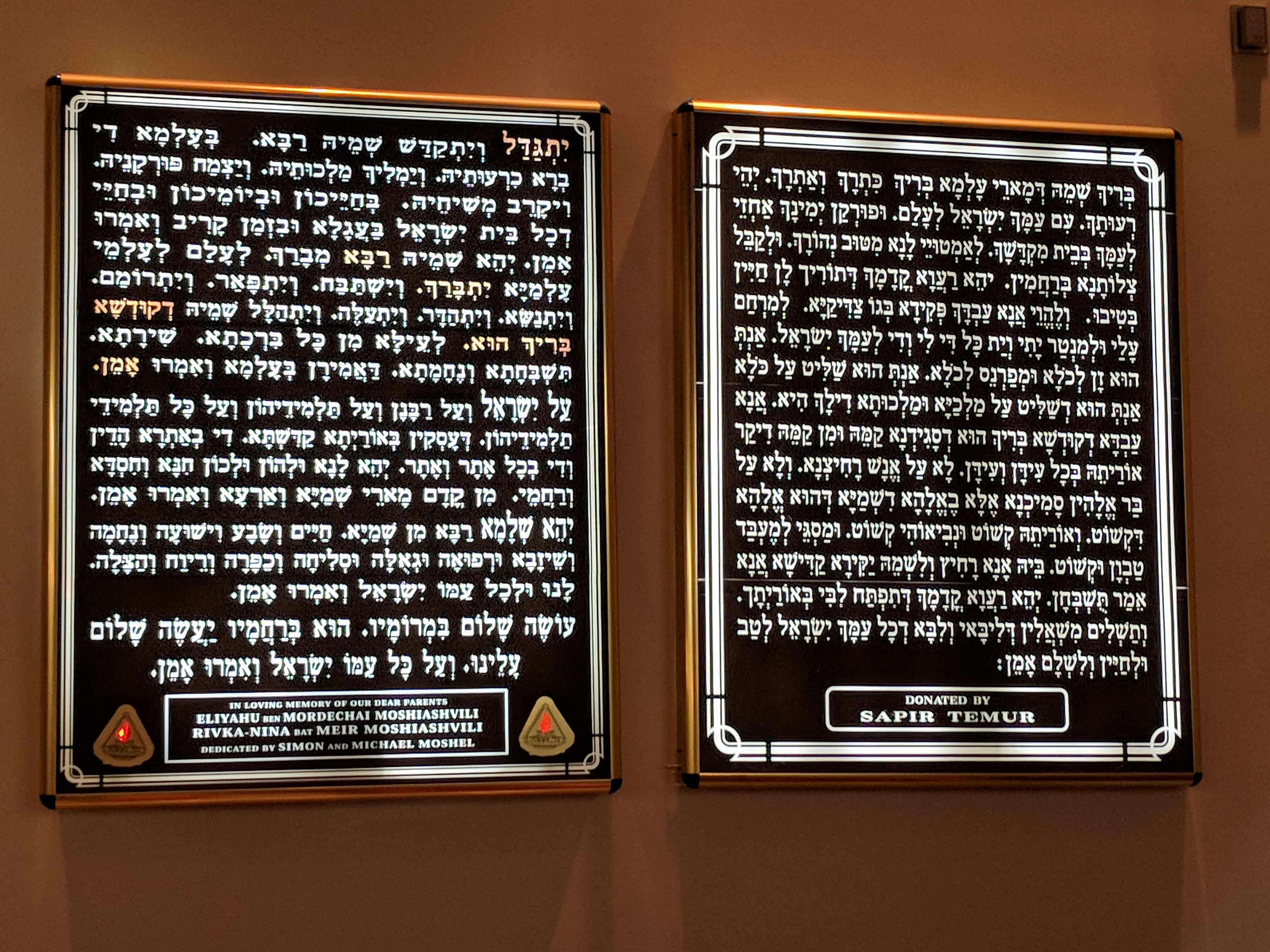
Слева — молитва «Кадиш», записанная еврейско-арамейским языком.
Справа — молитва «Брих шме», также записанная еврейско-арамейским языком

Кадиш (кадди́ш, от иуд.-арам. קדיש — «святой») — молитва в талмудическом иудаизме, прославляющая святость имени Бога и Его могущества и выражающая стремление к конечному спасению.
Первоначально Кадиш произносили после чтения главы из свитка Торы и перевода прочитанного на арамейский язык Таргума и Талмуда, а также после аггадической проповеди на этом же языке, поэтому языком Кадиша стал арамейский. Поскольку для чтения свитка Торы необходима община (десять взрослых евреев), это также стало причиной того, что Кадиш произносили только посреди общины. Аггадическую проповедь произносили также и на поминках, поэтому Кадиш стал главным элементом ещё и поминовения умерших.
В период Мишны Кадиш стал существенной частью синагогального богослужения.
С течением времени для разных событий стала предназначаться та или иная редакция Кадиша, поэтому Кадиш может быть литургическим, аггадическим, погребальным, поминальным.
Слово «кадиш» как название молитвы впервые встречается в Талмуде в трактате Софрим (10:7). Центральной является строка «да будет имя Его великое благословенно», и добавление перед ней двух строк было наиболее старой редакцией Кадиша, а последующее добавление строки после неё, стало поминальной формой.
Освящение имени Бога является одной из 613 заповедей Торы (см. киддуш ха-Шем). Условием произнесения Кадиша только посреди общины является не одно лишь наличие общины, но ответ общины на произнесённое славословие имени Бога посреди общины.

## Текст

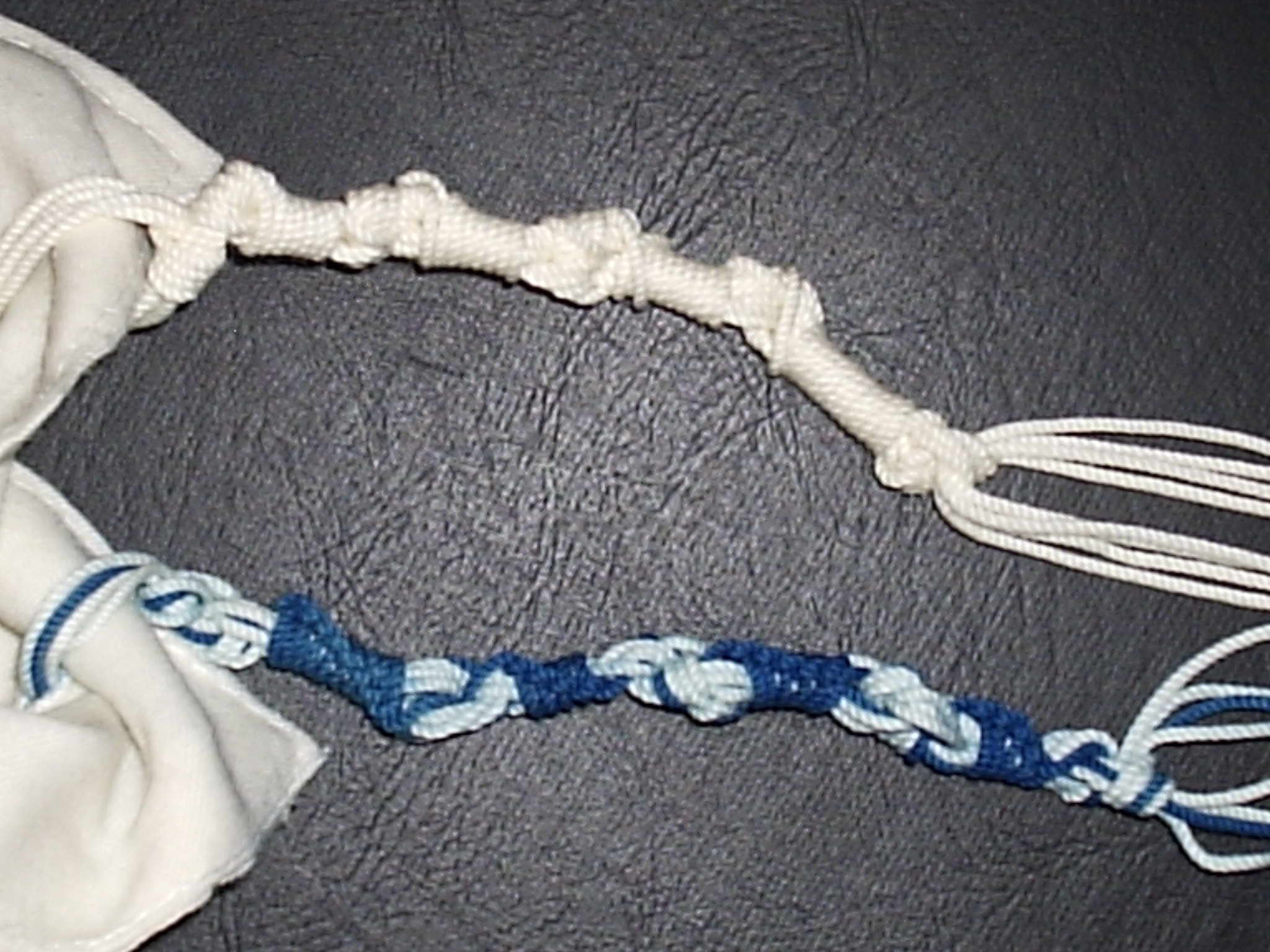
Сверху — цицит, завязанная ашкеназским способом.
Снизу — цицит, завязанная сефардским способом из 10-5-6-5 витков нитью тхелет, составляя יהוה (гематрия 26), как 26 слов Кадиша

На чём же стоит мир? На Кдуше де-сидре и на Кадише после изучения аггады, как сказано:
«В страну мрака, каков есть мрак тени смертной, где нет устройства» (Иов. 10:22).
А разве есть устройство, проявляющееся из тьмы?
Оригинальный текст (иврит)ואלא עלמא אמאי קא מקיים אקדושה דסידרא ואיהא שמיה רבא דאגדתא שנאמר אֶרֶץ עֵיפָתָה כְּמוֹ אֹפֶל צַלְמָוֶת וְלֹא סְדָרִים הא יש סדרים תופיע מאופל
— Вавилонский Талмуд, Сота 49 а
Фраза «да будет имя Его великое благословенно вовек и во веки веков», — литургическая, является ответом общины на упоминание имени Бога (הזכרת (אזכרת) השם‎, азкарат ха-шем, ср. зикр), о чём неоднократно упоминается в Танахе.

### История
Кадиш не имел фиксированной формы, скорее всего, так как раввин произносил спонтанно в конце проповеди лишь:

Да будет имя Его великое благословенно вовек и во веки веков.

Форма проповеди, вероятно, оказала значительное влияние на стиль Кадиша (риторический приём обращения к Богу в 3-м лице единственного числа, эсхатологические упования) и на его обиходный арамейский язык. Кадиш де-рабанан («Кадиш раввинов») читают в подобных случаях и в наши дни. Позднее, каббалистические тенденции в иудаизме сформировали редакцию текста Кадиша из 26 слов, что соответствует гематрии имени Бога (тетраграмматона). Имя Бога не произносят в Кадише, потому что сам текст является освящением имени Бога, на что указывают самое начало Кадиша «да возвеличится и освятится имя Его великое» и окончание «да будет имя Его великое благословенно». Основной текст составлен на арамейском языке Таргума и Талмуда, a добавления в современном тексте — на иврите.
Первоначально Кадиш оканчивался фразой «да будет имя Его великое благословенно вовек и во веки веков» (יהא שמה רבא מברך לעלם ולעלמי עלמיא). Молитвы «Кадиш» и «Барху» сравнивают друг с другом, так как обе поют антифоном, а ответ общины в Кадише («да будет имя Его великое благословенно вовек и во веки веков») является дословным повтором в Барху («Благословен Господь Благословенный вовек и вечно»), также в Талмуде Кадиш и Барху рассматриваются совместно:

Да возвеличится и освятится имя Его великое в мире, который сотворил Он по воле Своей.

Да явит Он царствие Своё при жизни вашей и во дни ваши и при жизни всего дома Израилева скорее и во время ближайшее.

Да будет имя Его великое благословенно вовек и во веки веков.
Оригинальный текст (иврит)יתגדל ויתקדש שמיה רבא בעלמא די ברא כרעותיה

וימליך מלכותיה בחייכון וביומיכון ובחיי דכל בית ישראל בעגלא ובזמן קריב

יהא שמיה רבא מברך לעלם ולעלמי עלמיא

Так как произнесение аггадической проповеди происходило и на поминках в доме скорбящих с произнесением утешения для присутствующих, то Кадиш стал главным элементом обряда поминовения умерших, поэтому к основному тексту Кадиша прибавили четвёртую поэтичную строфу «да будет благословенно, и восхваляемо, и украшено, и возвеличено, и увенчано, и превознесено, и возвышено, имя Его, что есть святость, Благословен Он», выраженную семью синонимами символа семи небес (ср. четвёртое благословение затрапезной молитвы, произносимое на поминках). Произнесение этой вставки в Кадиш происходило после чтения Гафтары, — слов пророков о грядущем спасении Израиля: 

Да будет благословенно (1), и восхваляемо (2), и украшено (3), и возвеличено (4), и увенчано (5), и превознесено (6), и возвышено (7), имя Его, что есть святость, Благословен Он, превыше всякого благословения, гимна, славословия и утешения, произносимого в мире.

Когда Кадиш стали использовать в качестве эпилога после изучения галахи, он получил новое добавление «на Израиля и на раввинов и на всех, занимающихся Торою, да снизойдут великий мир, и благоволение, и милосердие». Кадиш с прибавлением этих семи слов называют «Кадишем де-рабананом» и произносят всякий раз по окончании занятия Талмудом. Этот Кадиш также произносят и при богослужении после чтения талмудического текста, вошедшего в состав литургии:

Да снизойдут мир (1) великий, и милость (2), и милосердие (3), и любовь (4), и долголетие (5), и достаток (6), и спасение (7) от Отца, Который на небесах, на Израиля, и на раввинов, и на всех, занимающихся Торою, здесь и в любом другом месте.

Когда Кадиш уже вошёл в состав богослужения, то к нему было сделано дополнение «да будут молитвы наши приняты», что есть позднейшее прибавление, а потому этот Кадиш называют «Целым кадишем». Этот Кадиш чаще других произносят при богослужении, но не всегда произносят целиком, и тогда его называют «Кратким кадишем»:

Да будут приняты молитвы наши, и мольбы всего Израиля, пред Отцом, Который на небесах.
Да будет с небес мир (1) великий, и жизнь, нам и всему Израилю.
Да утвердит мир (2) нам и всему Израилю, Утверждающий мир (3) на высотах Своих.

#### Сравнение редакций Кадиша
1-я строфа — Исаак бар-Шемтов объединил слова די и ברא; Саадия гаон использовал иудео-арамейское написание окончания в слове רבה.
2-я строфа — сефард Исаак бар-Шемтов вставил фразу «и взрастит спасение Своё и приблизит Мессию Своего»; Саадия гаон вставил фразу «и взрастит спасение Своё» и слово כל без префикса.
3-строфа — Исаак бар-Шемтов написал слово לעלמי без префикса; Саадия гаон использовал древнееврейское слово יהי‬, иудео-арамейское написание окончания в слове רבה и арамейское слово לעלמא.
4-я строфа — Исаак бар-Шемтов использовал восемь слов восхваления Бога с использованием и без префиксов; Саадия гаон использовал семь слов восхваления Бога с префиксами лишь в двух последних словах группы; Амрам гаон использовал восемь слов восхваления Бога с префиксами во всех них, кроме первого. Четвёртое благословение затрапезной молитвы, произносимое на поминках, схоже с четвёртой строфой Кадиша упоминанием семи слов семи небес. 
Исаак бар-Шемтов указал произносить «аминь» в конце 2-й и 4-й строф, деля Кадиш пополам. Саадия гаон указал произносить «аминь» в 1-й строфе после слова רבה, в конце 2-й строфы, в 4-й строфе после слова יתברך, после слов בריך הוא и в конце, деля Кадиш на пять частей. Амрам гаон указал произносить «аминь» в 1-й строфе после слова רבא, в конце 2-й строфы, в 4-й строфе после слова יתברך и в конце, деля Кадиш на четыре части.
| Исаак бар-Шемтов | Саадия гаон | Амрам гаон |
| --- | --- | --- |
| יתגדל ויתקדש שמיה רבא בעלמא דיברא כרעותיה                                                                                     | יתגדל ויתקדש שמיה רבה בעלמא די ברא כרעותיה                                                                         | יתגדל ויתקדש שמיה רבא בעלמא די ברא כרעותיה                                                                                     |
| וימליך מלכותיה ויצמח פורקניה ויקרב משיחיה בחייכון וביומיכון ובחיי דכל בית ישראל בעגלא ובזמן קריב                              | וימלך מלכותיה ויצמח פרקניה בחייכון וביומיכון ובחיי כל בית ישראל בעגלא ובזמן קריב                                   | וימליך מלכותיה בחייכון וביומיכון ובחיי דכל בית ישראל בעגלא ובזמן קריב                                                          |
| יהא שמיה רבא מברך לעלם לעלמי עלמיא                                                                                            | יהי שמיה רבה מברך לעלמא ולעלמי עלמיא                                                                               | יהא שמיה רבא מברך לעלם ולעלמי עלמיא                                                                                            |
| יתברך ישתבח ויתפאר ויתרומם ויתנשא ויתהדר ויתעלה ויתהלל שמיה דקודשא בריך הוא לעילא מכל ברכתא שירתא תושבחתא ונחמתא דאמירן בעלמא | יתברך ישתבח יתפאר יתרומם יתעלה ויתנשא ויתקלס שמיה דקודשא בריך הוא לעילא מכל ברכתא שירתא תשבחתא ונחמתא דאמירן בעלמא | יתברך וישתבח ויתפאר ויתרומם ויתנשא ויתהדר ויתעלה ויתקלס שמיה דקודשא בריך הוא לעילא מכל ברכתא שירתא תושבחתא ונחמתא דאמירן בעלמא |

### Сегодня
Сегодня текст Кадиша состоит из пяти фраз и делят на семь отрывков провозглашением слова «аминь». Вслед за введением «да возвеличится и освятится великое имя Его» (Иез. 38:23) следует выражение надежды, что Всевышний «явит царствие Своё при жизни вашей [молящихся евреев]… и в ближайшее время». В сефардской редакции во втором отрывке к словам «явит царствие Своё» прибавляют просьбу о скором избавлении и пришествии Мессии, а в ритуале восточных общин в предпоследнюю фразу вводят перечисление ряда благ, испрашиваемых в дополнение к миру и жизни. Центральной частью Кадиша является парафраз библейского текста «да будет имя Его великое благословенно вовек и во веки веков» (Пс. 112:2; Иов. 1:21; Дан. 2:20), который произносят в унисон все молящиеся (и читающий Кадиш). Далее следует поэтичное, выраженное семью синонимами (символ семи небес в Аггаде) благословение и восхваление имени Бога, которое «превыше всех славословий» и просьба о ниспослании мира и жизни молящимся и всему Израилю, повторно выраженное в заключении «Творящий мир в высях Своих да творит мир нам и всему Израилю» (Иов. 25:2).

#### Реконструкция Кадиша на современном иврите
В XIII—XIV веках попытки читать Кадиш на иврите отвергли Шломо Адерет («Шеелот у-тшувот ха-Рашба» — «Респонсы Рашбы», часть 5, п. 54) и Яаков бен Ашер (Тур Орах-Хаим 56).
Профессор Йоэль Элицур попытался реконструировать Кадиш на современном иврите. Профессор предположил, что Кадиш был составлен на библейском древнееврейском языке, а позже переведён на иудео-арамейский, чтобы быть понятым евреями. Он также отметил, что Кадиш упомянут в Талмуде и Сифри на иврите и даже сегодня в тексте Кадиша много слов иврита. В современном Израиле раввин Давид бар-Хаим также реконструировал молитву «Кадиш» на современном иврите.
| Давид бар-Хаим                                                             | Йоэль Элицур                                                         |
| -------------------------------------------------------------------------- | -------------------------------------------------------------------- |
| יִתְגַדַל וְיִתְקַדַשׁ שְׁמוֹ הַגָּדוֹל שֶׁל מֶלֶךְ מַלכֵי הַמְלָכִים הַקָדוֹשׁ בָּרוּך הוּא כִּרְצוֹנוֹ בָּעוֹלָם שְׁבָּרָא‎ | יִתְגַדֵּל וְיִתְקַדֵּשׁ שְׁמוֹ הַגָּדוֹל בָּעוֹלָם שֶׁבָּרָא כִּרְצוֹנוֹ‎                             |
| וְיֵמְלִיךְ מַלְכוּתוֹ בְּחַיֵּיכֶם וּבִימֵיכֶם וּבְחַיֵּי כֹל בֵּית יִשְׂרָאֵל בִּמְהֵרָה וּבִזְמָן קָרוֹב‎           | וְתָמלוֹךְ מַלְכוּתוֹ בְּחַיֵּיכֶם וּבְיָמֵיכֶם וּבְחַיֵּיהֶם שֶׁל כֹל בֵּית יִשְׂרָאֵל בִּמְהֵרָהוּבִזְמָן קָרוֹב‎ |
| יְהִי שְׁמוֹ הַגָּדוֹל מְבוֹרָךְ לְעוֹלָם וּלְעוֹלְמֵי עוֹלָמִים‎                                   | יְהִי שְׁמוֹ הַגָּדוֹל מְבוֹרָךְ לְעוֹלָם וּלְעוֹלְמֵי עוֹלָמִים‎                             |

## Виды Кадиша

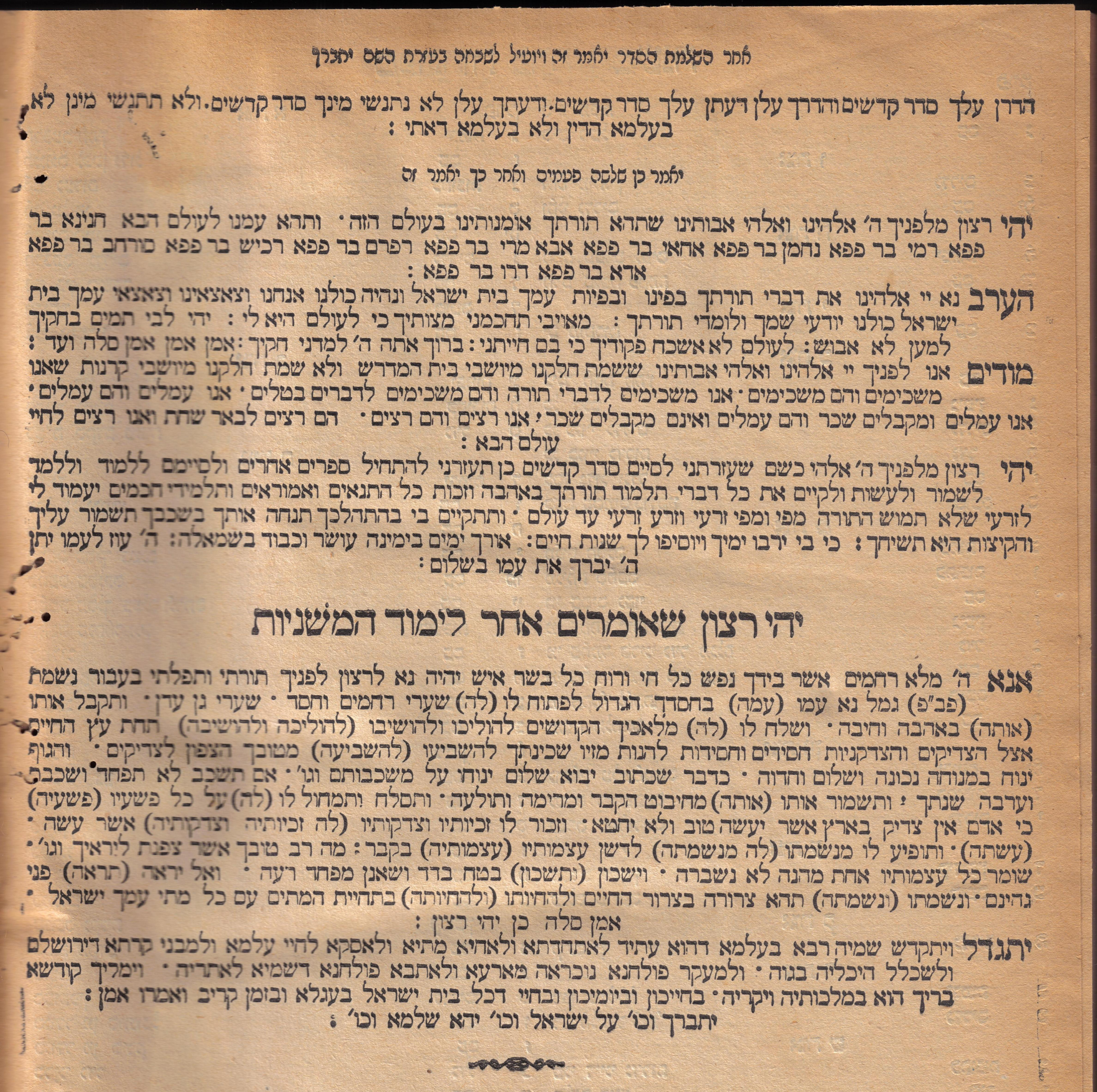
Внизу — текст Кадиша ха-сиюма, который произносят после изучения Мишны

Существуют пять (четыре) видов Кадиша:
- Кадиш де-рабанан (קדיש דרבנן — «Кадиш раввинов») читают дважды в утреннем богослужении после галахических и аггадических отрывков теми, кто произносит Поминальный кадиш после совместного изучения таких текстов всеми присутствующими (ср. Кдуша де-сидра). В этом Кадише дополнение к центральной части текста содержит мольбу о ниспослании «мира великого Израилю, учителям закона, ученикам их… и всем, занимающимся изучением Торы». В Средневековье этот Кадиш включал также просьбу за благополучие глав общин (наси), эксиларха, глав иешив, а в йеменском ритуале также Маймонида;

- Кадиш ха-сиюм (קדיש הסיום) — объединённые тексты Кадиша ле-итхадаты с Кадишем де-рабананом, которые образуют Кадиш ха-сиюм, читаемый по завершении талмудического трактата после занятий галахой и аггадой;

- Кадиш де-цибура (קדיש דציבורא — «Общинный кадиш») бывает иногда:

- Кадиш шалем (קדיש שלם — «Целый кадиш», ср. Кдуша ха-йоцер) произносят в конце богослужения;
- Хаци кадиш (חצי קדיש — «Краткий кадиш»), который произносит ведущий молитву, либо вслед за повторением вслух молитвы «Амида», либо после чтения некоторых дополнительных молитв. Его функция выражена в мольбе «да будут приняты молитвы и просьбы всего дома израильского Отцом их, что в небесах, и возгласите аминь»; Кратким кадишем заключают чтение Торы, он служит вступлением или завершением некоторых разделов богослужения (ср. Кдуша);

- Кадиш яхид (קדיש יחיד — «Кадиш уединённого»), текст которого образован отдельными библейскими стихами и отрывками из аггады и для его чтения, видимо, не требовался миньян; Кадиш уединённого приведён в сидуре Амрама гаона;
- Кадиш ле-итхадата (קדיש לאתחדתא — «Кадиш возобновления (воскресения)») читают во время похорон, отличается только вставкой фразы о приходе Мессии и надежде на воскресение мёртвых (ср. Хашкава). Содержит слова надежды на обновление мира, воскресение из мёртвых, восстановление Храма, спасение живущих и избавление их от войны и голода, искоренение идолопоклонства;
- Кадиш ятом (קדיש יתום — «Кадиш сироты», или ברכת אבלים‎[55] биркат авелим — «Благословение скорбящих», или קדיש אבלים кадиш авелим — «Кадиш скорбящих») включён во все молитвы и читают в память о близком родственнике на протяжении 11 месяцев после его смерти и в йорцайт. Этот Кадиш первоначально читал кантор родным покойного в дни 7-дневного траура[56]. Чтение Поминального кадиша близкими родственниками установилось, видимо, в XIII веке в Германии после частых случаев мученической смерти евреев при крестовых походах. Поминальный кадиш, не содержащий слов о загробной жизни или о воскресении из мёртвых, как бы служит признанием справедливости небесного суда в духе талмудического указания «человек обязан благодарить за постигшее его зло, как за ниспосланное ему добро»[57]. Трижды в день во время ежедневных молитв в синагоге сын обязан в течение 11 месяцев после смерти отца или матери, а затем в годовщину их смерти читать Поминальный кадиш. Выполнение этой заповеди рассматривается, как дань уважения покойному родителю. В некоторых общинах каждый Поминальный кадиш читает только один человек, но обычно принято, чтобы его одновременно читали все, соблюдающие траур. Поминальный кадиш, строго говоря, не является молитвой по умершему (в отличие от молитвы «Изкор»). Как поминальную молитву Кадиш говорили в Средневековье. В горе, после тяжёлой утраты человек может усомниться в бесконечном милосердии Всевышнего. Но публичное чтение Кадиша, воспевающего величие Творца, призвано свидетельствовать о том, что покойный воспитал преданного и богобоязненного сына, достойного своего отца. Дочь покойного не обязана читать Кадиш, но некоторые раввины позволяют ей это. Разрешают и поощряют чтение Кадиша евреем-мальчиком, не достигшим совершеннолетия (то есть 13 лет и 1 дня). Если у покойного не было сына, просят читать Кадиш кого-либо из членов общины.

## Кадиш/Кдуша в богослужении
Тогда
Сначала ведущий молитву произносил Барху «благословите Господа, Благословенного», а община отвечала ему Кадишем на арамейском языке «да будет имя Его великое благословенно вовек и во веки веков» и богослужение начиналось. Также Кадиш произносили после чтения свитка Торы и в самом конце богослужения. Такой порядок был заведён в общинах Раши и Маймонида. Обычай был таким, что сначала молитва, а после Кадиш.
Теперь
Основываясь на стихе «семикратно в день прославляю Тебя за суды правды Твоей» (Пс. 118:164), гаоны постановили читать Кадиш не менее семи раз в день. Сегодня делают наоборот, перед началом богослужения сначала произносят Краткий кадиш, а уже после Барху. Также наоборот делают при чтении свитка Торы, сначала читающий произносит Барху, община отвечает ему на еврейском языке «Благословен Господь Благословенный вовек и вечно», и он читает из свитка. В современном иудейском сидуре указано произнести Кадиш/Кдушу, в утреннем богослужении суббот и праздников в общине в синагоге:
1. в начале — Хаци кадиш[62];
2. в первом благословении Шма — Кдуша ха-йоцер;
3. в третьем благословении Амиды — Кдуша;
4. после Амиды — Кадиш шалем[63];
5. после чтения Торы — Хаци кадиш;
6. в третьем благословении мусафа — Кдуша де-сидра;
7. после мусафа — Кадиш шалем[63];
8. после чтения Мишны — Кадиш де-раббанан[33];
9. после Алену — Кадиш ятом[64].